# KEIRINグランプリ2013
KEIRINグランプリ2013（けいりんぐらんぷり・にせんじゅうさん）は、2013年12月30日に立川競輪場で行われたKEIRINグランプリの29回目の開催。優勝賞金1億円。

## 出場選手
- 当年12月1日に行われた、第55回朝日新聞社杯競輪祭決勝戦終了後、出場選手が決定された[1][2]。
- 取得賞金順位は当年12月1日時点による。
- 車番については、当年12月17日にJKAから発表された。
- 当年12月18日には新宿京王プラザホテルで、KEIRINグランプリ2013共同記者会見が行われた。
- KEIRINグランプリ初出場は、新田祐大と金子貴志の2名。

| 車番   | 選手名   | 登録地 | 出場要件事項                                                                                            |
| ------ | -------- | ------ | --- |
| 1      | 平原康多 | 埼玉   | 第28回読売新聞社杯全日本選抜競輪（松山競輪場） 優勝                                                     |
| 2      | 村上義弘 | 京都   | 第66回日本選手権競輪（立川競輪場） 優勝                                                                 |
| 3      | 金子貴志 | 愛知   | 第22回寬仁親王牌・世界選手権記念トーナメント（弥彦競輪場）・第55回朝日新聞社杯競輪祭（小倉競輪場） 優勝 |
| 4      | 新田祐大 | 福島   | 取得賞金額 第5位                                                                                        |
| 5      | 後閑信一 | 東京   | 第56回オールスター競輪（京王閣競輪場） 優勝                                                             |
| 6      | 浅井康太 | 三重   | 取得賞金額 第9位                                                                                        |
| 7      | 成田和也 | 福島   | 第64回高松宮記念杯競輪（岸和田競輪場） 優勝                                                             |
| 8      | 長塚智広 | 茨城   | 取得賞金額 第6位                                                                                        |
| 9      | 深谷知広 | 愛知   | 取得賞金額 第1位                                                                                        |
| 誘導員 | 齊藤努   | 東京   | |

- 補欠選手は岡田征陽（東京）。

## 成績
- 12月30日（月）[3]

| 着順 | 車番 | 選手     | 登録地 | 着差     | 決まり手 | 上がり(秒) | H/B | 特記 |
| ---- | ---- | -------- | ------ | -------- | -------- | ---------- | --- | ---- |
| 1    | 3    | 金子貴志 | 愛知   |          | 差し     | 11.3       |     |      |
| 2    | 6    | 浅井康太 | 三重   | 3/4車輪  | マーク   | 11.2       |     |      |
| 3    | 8    | 長塚智広 | 茨城   | 1/8車輪  |          | 11.1       |     |      |
| 4    | 1    | 平原康多 | 埼玉   | 3/4車輪  |          | 11.0       |     |      |
| 5    | 7    | 成田和也 | 福島   | 1/2車身  |          | 10.7       |     |      |
| 6    | 9    | 深谷知広 | 愛知   | 3車身    |          | 11.8       | HB  |      |
| 7    | 2    | 村上義弘 | 京都   | タイヤ差 |          | 11.2       |     |      |
| 8    | 5    | 後閑信一 | 東京   | 1/4車輪  |          | 11.2       |     |      |
| 9    | 4    | 新田祐大 | 福島   | 1車身1/2 |          | 11.2       |     |      |

### 配当金額
| 枠番二連勝複式 | 3=5   | 760円   |
| 枠番二連勝単式 | 3-5   | 1360円  |
| 車番二連勝複式 | 3=6   | 1330円  |
| 車番二連勝単式 | 3-6   | 1940円  |
| 三連勝複式     | 3=6=8 | 8940円  |
| 三連勝単式     | 3-6-8 | 23930円 |
| ワイド         | 3=6   | 500円   |
| ワイド         | 3=8   | 1150円  |
| ワイド         | 6=8   | 2040円  |

### レース概要
青板バックで深谷がゆっくりと踏み上げ始め、赤板の前で誘導員を交わして主導権を握った。一本棒のまま最終ホームを通過。後方7番手の村上が最終2コーナーから、8番手の新田が最終3コーナーから、捲りを仕掛けるが共に不発。番手絶好の金子が直線で踏み込み、グランプリ初出場で初制覇。2着は、金子後位から流れ込むように内に入った浅井。3着は、最終2センターの捲り追い込みから直線外へ行った長塚。

## エピソード
- 地上波中継は「KEIRINグランプリ2013」《日本テレビ系列全国ネット》。

- GP単独の売上は、55億0942万9400円となった。

- シリーズ全体の目標額は120億円[5]だったが、シリーズ三日間の売り上げは132億7783万6700円（対前回比111.5%）で目標を大幅に上回った。

### 競走データ
- 5選手（長塚・平原・村上・新田・成田）は、12月19日の記者会見で発表された新選手会「SS11」のメンバーに含まれていた。しかし、退会届の提出プロセスに不備が指摘され「不受理」とされたため、全員このグランプリには従来どおり日本競輪選手会所属の選手として出場した。

- 優勝の金子貴志は、史上9例目の初出場初優勝（第1回を除く）を果たした。